# マヌエル・パラウ
マヌエル・パラウ（Manuel Palau Boix、1893年1月4日 - 1967年2月18日）は、スペインの作曲家。
アルファラ・デル・パトリアルカ出身。1914年からバレンシア音楽院でピアノ・ソルフェージュ・作曲を学び、1915年にはバレンシアに立ち寄ったエンリケ・グラナドスから教えを受けた。1919年に卒業し、1922年から1927年までバレンシア文化局の音楽評論家の職に就いた。その後、パリ国立高等音楽・舞踊学校に留学して和声と対位法をシャルル・ケクランに師事し、またモーリス・ラヴェルからも助言を受けた。
帰国後はバレンシア音楽院で後進の指導にあたり、1951年には院長に任命されるなど、バレンシア州の後の世代の作曲家に大きな影響を与えた。

## 文献
- Blas Galende: Vida y obra del compositor y musicólogo Manuel Palau Boix, in: Levante, Valencia, 16. September 1948